# IC 204
IC 204 ist eine Balken-Spiralgalaxie vom Hubble-Typ SBb im Sternbild Walfisch südlich des Himmelsäquators. Sie ist rund 531 Millionen Lichtjahre von der Milchstraße entfernt und hat einen Durchmesser von etwa 45.000 Lj. 
Im selben Himmelsareal befindet sich u. a. die Galaxie NGC 850, IC 205, IC 1781.
Das Objekt wurde am 22. Oktober 1867 vom US-amerikanischen Astronomen Truman Henry Safford entdeckt.